# Troisvaux
Troisvaux [tʁwavo] est une commune française située dans le département du Pas-de-Calais en région Hauts-de-France.
La commune fait partie de la communauté de communes du Ternois qui regroupe 103 communes et compte 37 469 habitants en 2021.

## Géographie

### Localisation
Localisée dans le sud du département du Pas-de-Calais, Troisvaux est une commune située, à vol d'oiseau, à 2 km au nord de la commune de Saint-Pol-sur-Ternoise (aire d'attraction), dont elle est limitrophe, et à 33 km au nord-ouest de la commune d’Arras (chef-lieu d'arrondissement et préfecture du Pas-de-Calais). La commune est située sur la Méridienne verte.

Le territoire de la commune est limitrophe de ceux de sept communes.
Les communes limitrophes sont Conteville-en-Ternois, Saint-Pol-sur-Ternoise, Brias, Gauchin-Verloingt, Hernicourt, Huclier et Valhuon.

### Géologie et relief
La superficie de la commune est de 6,18 km2 ; son altitude varie de 85  à   188 mètres.

### Hydrographie
La commune est située dans le bassin Artois-Picardie. Elle n'est drainée par aucun cours d'eau,.

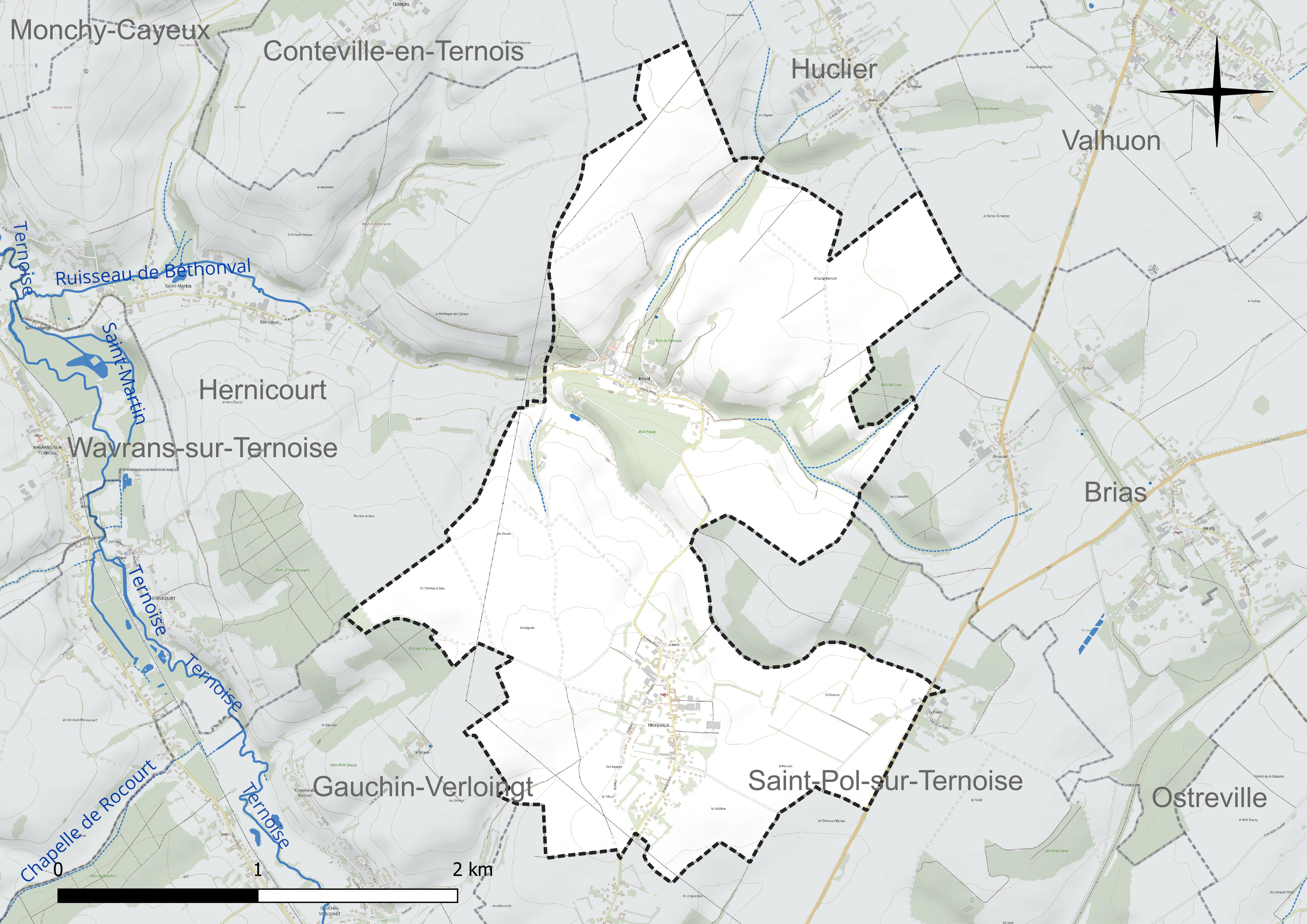
Réseau hydrographique de Troisvaux.

### Climat
Pour des articles plus généraux, voir Climat des Hauts-de-France et Climat du Pas-de-Calais.
En 2010, le climat de la commune est de type climat océanique altéré, selon une étude du CNRS s'appuyant sur une série de données couvrant la période 1971-2000. En 2020, Météo-France publie une typologie des climats de la France métropolitaine dans laquelle la commune est exposée à un climat océanique et est dans la région climatique Côtes de la Manche orientale, caractérisée par un faible ensoleillement (1 550 h/an) ; forte humidité de l'air (plus de 20 h/jour avec humidité relative > 80 % en hiver), vents forts fréquents.
Pour la période 1971-2000, la température annuelle moyenne est de 10 °C, avec une amplitude thermique annuelle de 13,6 °C. Le cumul annuel moyen de précipitations est de 881 mm, avec 12,6 jours de précipitations en janvier et 9,7 jours en juillet. Pour la période 1991-2020, la température moyenne annuelle observée sur la station météorologique la plus proche, située sur la commune de Humières à 10 km à vol d'oiseau, est de 10,9 °C et le cumul annuel moyen de précipitations est de 856,9 mm,. Pour l'avenir, les paramètres climatiques de la commune estimés pour 2050 selon différents scénarios d'émission de gaz à effet de serre sont consultables sur un site dédié publié par Météo-France en novembre 2022.

### Paysages
Pour un article plus général, voir Paysage en France.
La commune s'inscrit dans les « paysages du Ternois » tels qu'ils sont définis dans l'atlas de paysages de la région Nord-Pas-de-Calais, conçu par la direction régionale de l'Environnement, de l'Aménagement et du Logement (DREAL),.
Ces paysages, qui concernent 138 communes avec trois pôles d'attraction que sont Hesdin-la-Forêt à l'ouest, Saint-Pol-sur-Ternoise à l'est et, dans une moindre mesure, Frévent en lisière sud, sont délimités par deux cours d'eau : la Canche au Sud et la Ternoise au Nord. Ces paysages sont composés de plateaux, de vallées et de bocages. Les plateaux du Ternois montrent une structure tabulaire assez plane et une altitude assez régulière avec des points culminants entre 150 et 160 m.
Le territoire d'une vingtaine de kilomètres du Nord au Sud et d'Est en Ouest, est traversé par la D 939 reliant Saint-Pol-sur-Ternoise à Hesdin, par la D 912 entre Saint-Pol-sur-Ternoise et Frévent et par la ligne ferroviaire de Saint-Pol-sur-Ternoise à Étaples dans la vallée de la Canche. La position excentrée, en l'absence de grands axes autoroutiers ou ferrés structurants, a permis au Ternois de conserver un caractère rural et une certaine qualité de paysage.
Au niveau de l'occupation des sols, les surfaces cultivées sont omniprésentes sur les plateaux, avec majoritairement la culture de la betterave et de la pomme de terre, et représentent près de 72 % de la surface totale de ces paysages du Ternois, les espaces artificialisés, cantonnés dans les fonds de vallée, représentent 13 % et les surfaces boisées, présentes dans les deux principales vallées de la Ternoise et de la Canche, ne représentent que 6 %.

### Milieux naturels et biodiversité

#### Zone naturelle d'intérêt écologique, faunistique et floristique
L'inventaire des zones naturelles d'intérêt écologique, faunistique et floristique (ZNIEFF) a pour objectif de réaliser une couverture des zones les plus intéressantes sur le plan écologique, essentiellement dans la perspective d'améliorer la connaissance du patrimoine naturel national et de fournir aux différents décideurs un outil d'aide à la prise en compte de l'environnement dans l'aménagement du territoire.
Le territoire communal comprend une ZNIEFF de type 2 : la vallée de la Ternoise et ses versants de Saint-Pol-sur-Ternoise à Hesdin et le vallon de Bergueneuse. Cette ZNIEFF, située au nord d'une ligne allant de Saint-Pol-sur-Ternoise à Hesdin, d'une superficie de 9 502 hectares et d'une altitude variant de 22 à 90 mètres, présente des fonds de vallées, des coteaux crayeux et des zones prairiales.

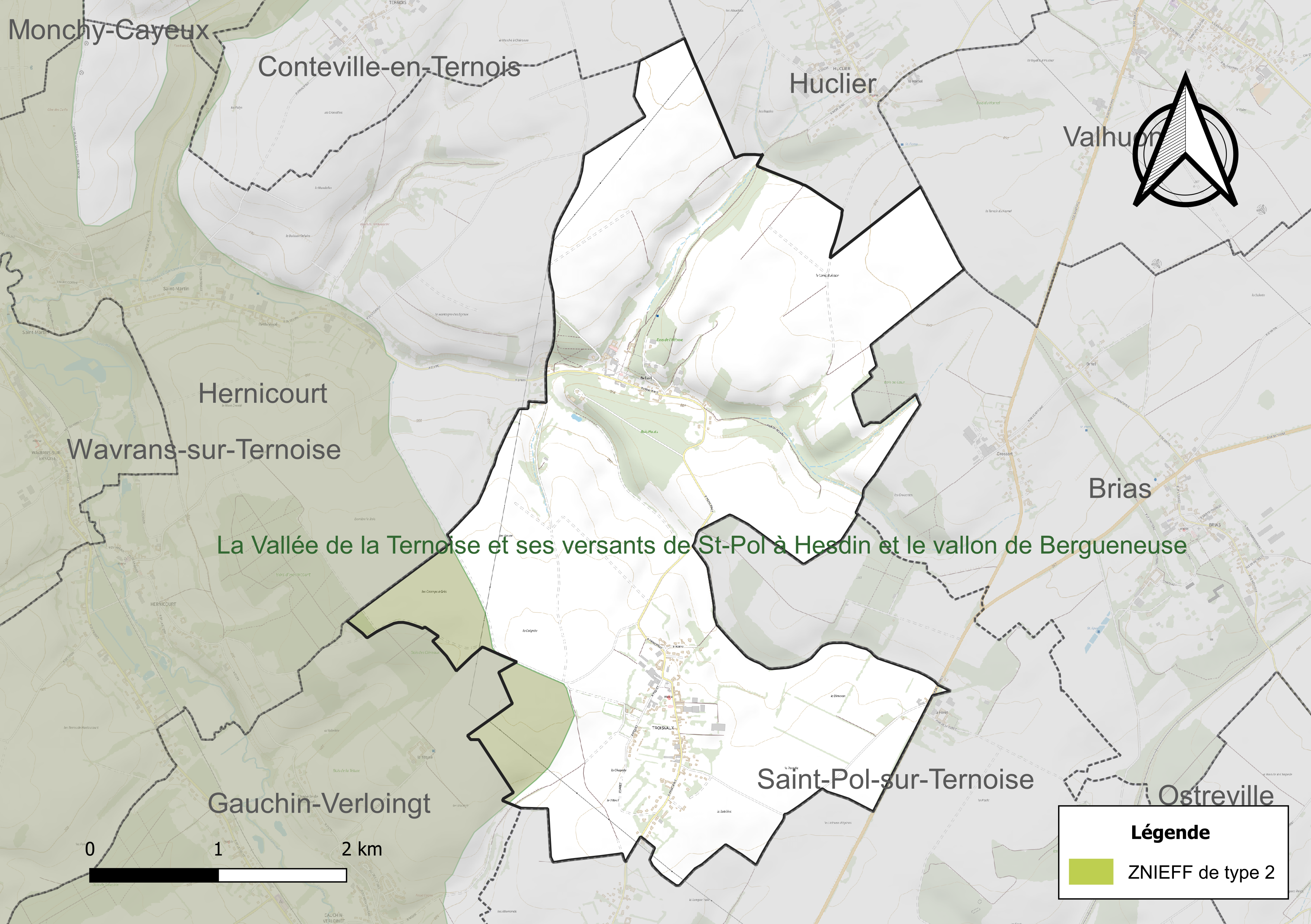
Carte de la ZNIEFF sur la commune.

## Urbanisme

### Typologie
Au 1er janvier 2024, Troisvaux est catégorisée commune rurale à habitat dispersé, selon la nouvelle grille communale de densité à sept niveaux définie par l'Insee en 2022.
Elle est située hors unité urbaine. Par ailleurs la commune fait partie de l'aire d'attraction de Saint-Pol-sur-Ternoise, dont elle est une commune de la couronne,. Cette aire, qui regroupe 72 communes, est catégorisée dans les aires de moins de 50 000 habitants,.

### Occupation des sols
L'occupation des sols de la commune, telle qu'elle ressort de la base de données européenne d'occupation biophysique des sols Corine Land Cover (CLC), est marquée par l'importance des territoires agricoles (96 % en 2018), une proportion identique à celle de 1990 (96 %). La répartition détaillée en 2018 est la suivante : 
terres arables (76,2 %), zones agricoles hétérogènes (12,8 %), prairies (7 %), forêts (4 %). L'évolution de l'occupation des sols de la commune et de ses infrastructures peut être observée sur les différentes représentations cartographiques du territoire : la carte de Cassini (XVIIIe siècle), la carte d'état-major (1820-1866) et les cartes ou photos aériennes de l'IGN pour la période actuelle (1950 à aujourd'hui).

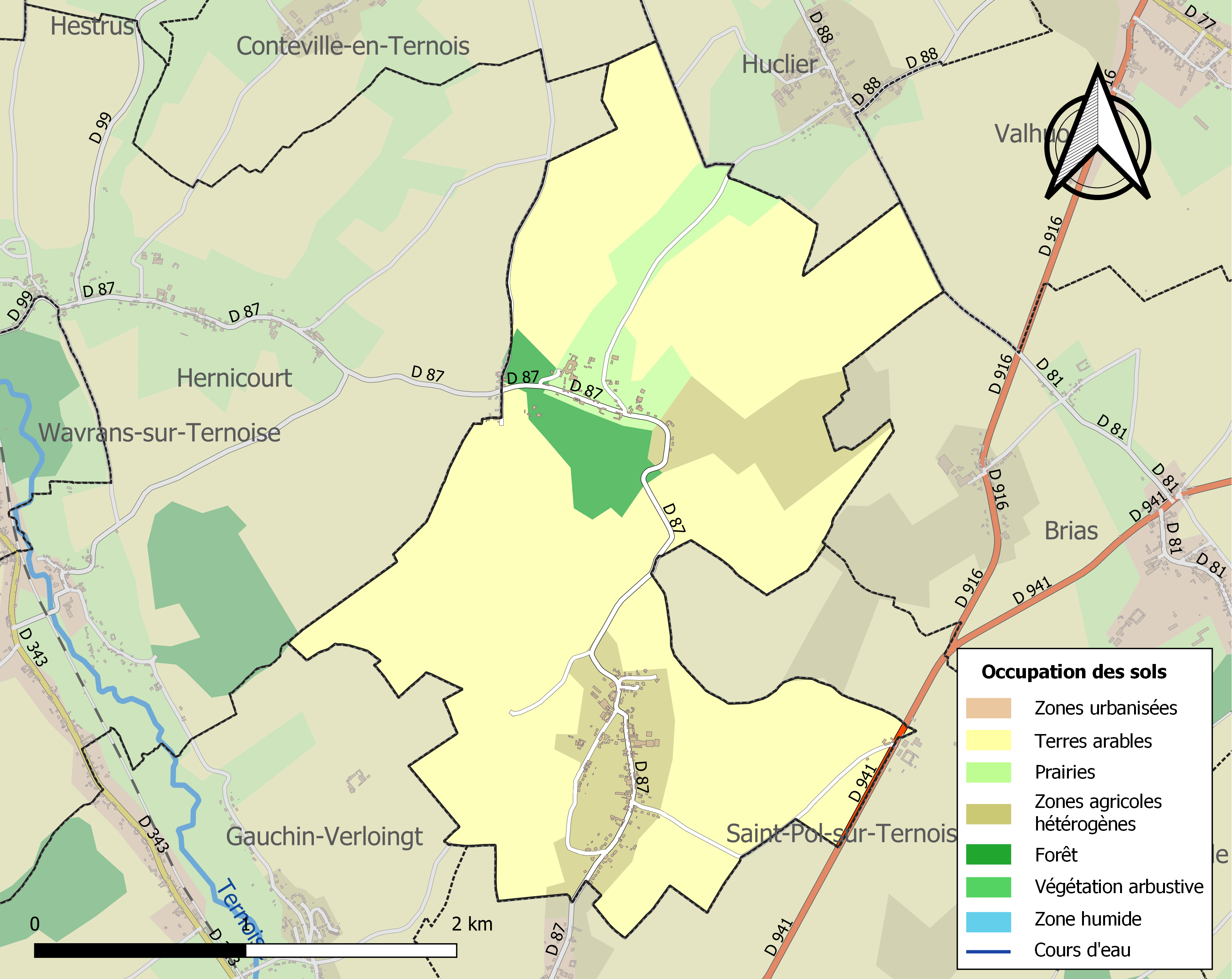
Carte des infrastructures et de l'occupation des sols de la commune en 2018 (CLC).

## Toponymie
Le nom de la localité est attesté sous les formes Troivials (vers 1165) ; Tres Valles (1270) ; Troisvaulx (1429) ; Troy-Vaulx (1415) ; Trovaulx (1518) ; Trois-Veaux (1774) ; Trois Veaux dit Trévaux (XVIIIe siècle).
Du nombre trois et le pluriel de vau « vallées ». Troisvaux est sur un plateau d'où divergent trois chemins descendant vers le hameau de Belval, les vallées de Saint-Pol-sur-Ternoise et de Hernicourt.

## Histoire
Pendant la Première Guerre mondiale, des troupes françaises stationnent sur Troisvaux, située en arrière du front de l'Artois, par exemple en avril 1915.

## Politique et administration

### Découpage territorial
La commune se trouve dans l'arrondissement d'Arras du département du Pas-de-Calais.

#### Commune et intercommunalités
La commune faisait partie de la communauté de communes du Saint-Polois créée fin 1995.
Dans le cadre de la réforme des collectivités territoriales françaises, par la loi de réforme des collectivités territoriales du 16 décembre 2010 (dite loi RCT)  destinée à permettre notamment l'intégration de la totalité des communes dans un EPCI à fiscalité propre, la suppression des enclaves et discontinuités territoriales et les modalités de rationalisation des périmètres des établissements publics de coopération intercommunale et des syndicats mixtes existants, cette intercommunalité fusionne avec sa voisine, la communauté de communes du Pays d'Heuchin, formant le 1er janvier 2013 la communauté de communes des Vertes Collines du Saint-Polois.
Un nouveau mouvement de regroupement intercommunal intervient dans le cadre des dispositions de la loi portant nouvelle organisation territoriale de la République (Loi NOTRe) du 7 août 2015, qui prévoit que les établissements publics de coopération intercommunale (EPCI) à fiscalité propre doivent avoir un minimum de 15 000 habitants. À l'initiative des intercommunalités concernées, la Commission départementale de coopération intercommunale (CDCI) adopte le 26 février 2016 le principe de la fusion de : 

- la communauté de communes de l'Auxillois, regroupant 16 communes dont une de la Somme et 5 217 habitants ;

- la communauté de communes de la région de Frévent, regroupant 12 communes et 6 567 habitants ;

- de la communauté de communes des Vertes Collines du Saint-Polois, regroupant 58 communes et 19 585 habitants

- de la communauté de communes du Pernois, regroupant 18 communes et 7 114 habitants. Le schéma départemental de coopération intercommunale (SDCI), intégrant notamment cette évolution, est approuvé par un arrêté préfectoral du 30 mars 2016,.
La communauté de communes du Ternois, qui résulte de cette fusion et dont la commune fait désormais partie, est créée par un arrêté préfectoral qui a pris effet le 1er janvier 2017.

#### Circonscriptions administratives
La commune fait partie depuis 1801 du canton de Saint-Pol-sur-Ternoise. Dans le cadre du redécoupage cantonal de 2014 en France, la composition de ce canton est modifiée et il regroupe désormais 88 communes, dont Troisvaux.

#### Circonscriptions électorales
Pour l'élection des députés, la commune fait partie de la première circonscription du Pas-de-Calais.

### Élections municipales et communautaires

#### Liste des maires

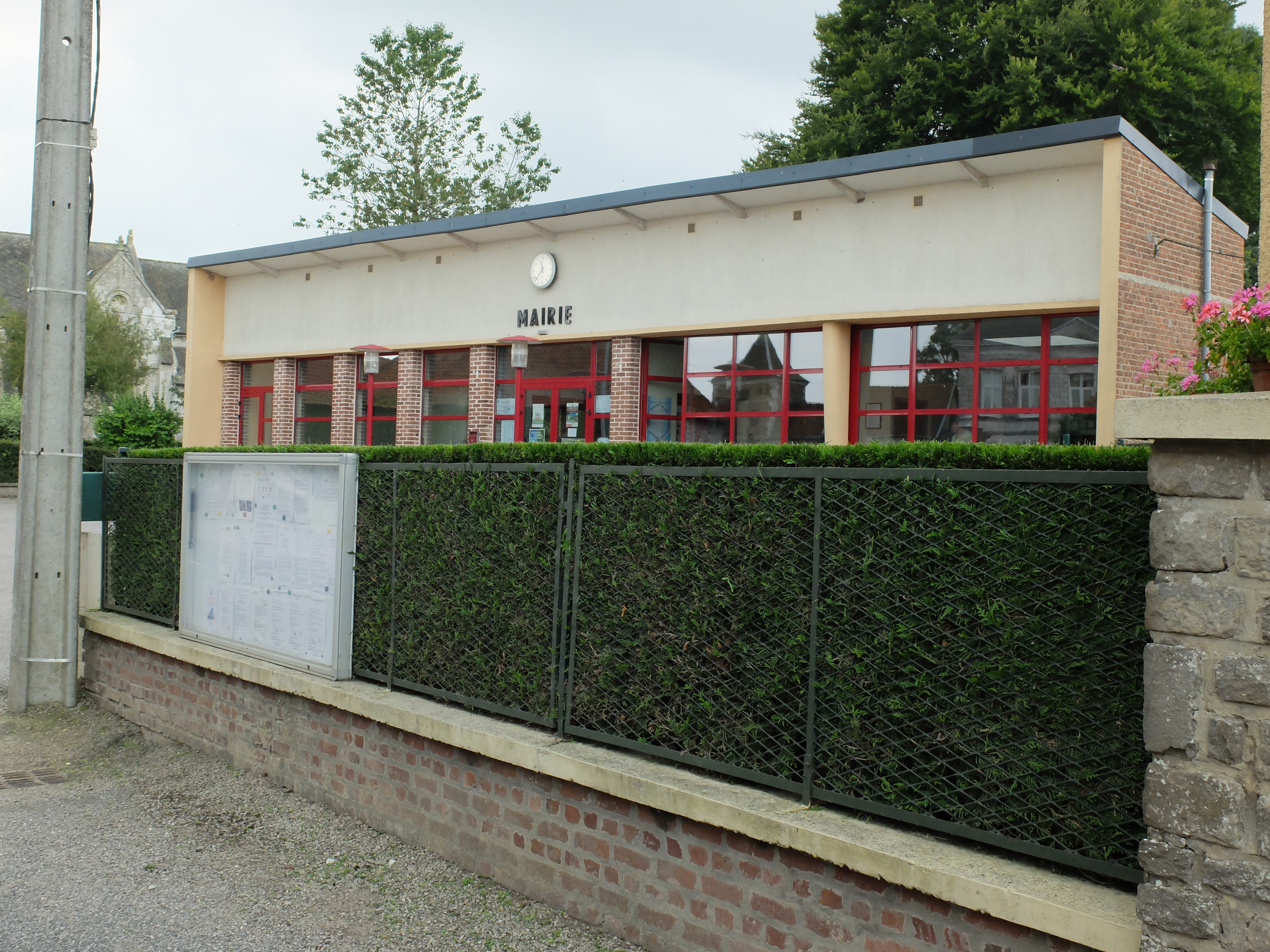
La mairie,.

| Période                                  | Période                    | Identité         | Étiquette | Qualité                                                                  |
| ---------------------------------------- | -------------------------- | ---------------- | --------- | ------------------------------------------------------------------------ |
| Les données manquantes sont à compléter. |                            |                  |           |                                                                          |
| 1817 et 1830                             | 1825 et 1832               | Valentin Thibaut |           |                                                                          |
| 1832                                     | 1843                       | Pierre Thibaut   |           | Cultivateur                                                              |
| mars 2001                                | En cours (au 8 avril 2022) | Charles Torchy   |           | Assureur Réélu pour le mandat 2014-2020, Réélu pour le mandat 2020-2026, |

## Population et société

### Démographie
Évolution démographique
L'évolution du nombre d'habitants est connue à travers les recensements de la population effectués dans la commune depuis 1793. Pour les communes de moins de 10 000 habitants, une enquête de recensement portant sur toute la population est réalisée tous les cinq ans, les populations de référence des années intermédiaires étant quant à elles estimées par interpolation ou extrapolation. Pour la commune, le premier recensement exhaustif entrant dans le cadre du nouveau dispositif a été réalisé en 2006.

En 2022, la commune comptait 288 habitants, en évolution de +6,67 % par rapport à 2016 (Pas-de-Calais : −0,72 %, France hors Mayotte : +2,11 %).
| 1793 | 1800 | 1806 | 1821 | 1831 | 1836 | 1841 | 1846 | 1851 |
| ---- | ---- | ---- | ---- | ---- | ---- | ---- | ---- | ---- |
| 232  | 222  | 242  | 260  | 301  | 289  | 283  | 266  | 286  |

| 1856 | 1861 | 1866 | 1872 | 1876 | 1881 | 1886 | 1891 | 1896 |
| ---- | ---- | ---- | ---- | ---- | ---- | ---- | ---- | ---- |
| 293  | 275  | 264  | 260  | 267  | 283  | 300  | 297  | 299  |

| 1901 | 1906 | 1911 | 1921 | 1926 | 1931 | 1936 | 1946 | 1954 |
| ---- | ---- | ---- | ---- | ---- | ---- | ---- | ---- | ---- |
| 309  | 350  | 349  | 300  | 301  | 307  | 299  | 291  | 294  |

| 1962 | 1968 | 1975 | 1982 | 1990 | 1999 | 2006 | 2011 | 2016 |
| ---- | ---- | ---- | ---- | ---- | ---- | ---- | ---- | ---- |
| 267  | 257  | 265  | 265  | 294  | 296  | 295  | 298  | 270  |

| 2021 | 2022 | - | - | - | - | - | - | - |
| ---- | ---- | - | - | - | - | - | - | - |
| 292  | 288  | - | - | - | - | - | - | - |

## Culture locale et patrimoine

### Lieux et monuments

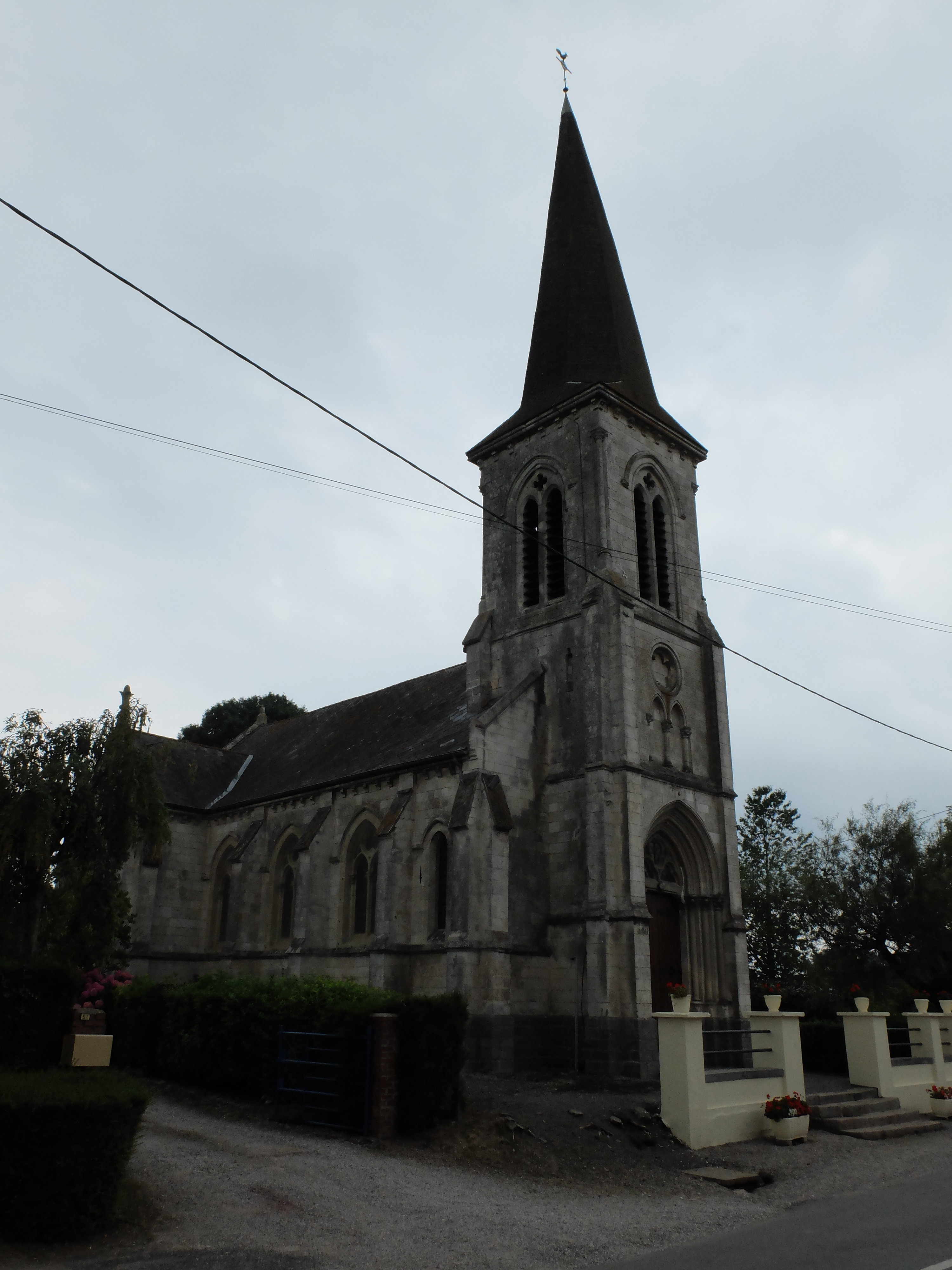
L'église Saints-Simon-et-Jude.

- Abbaye de Belval : abbaye trappiste féminine Notre-Dame de Belval, fondée en 1893, communauté de moniales cisterciennes jusqu'en juin 2012. Désormais animée par une communauté de sœurs de la Charité.
- Église Saints-Simon-et-Jude.
- Monument aux morts.

### Héraldique
| Armes de Troisvaux | Les armes de Troisvaux se blasonnent ainsi : d'argent à un cœur cousu d'or soutenu de deux rameaux feuillés de sinople posés en chevron renversé, accompagné de trois cormorans de gueules. |

## Pour approfondir